# Wi-jún-jon
 Wi-jún-jon, també anomenat pels estatunidencs Pigeon's Egg Head o The Light (1796–1872) fou un cap amerindi de la tribu dels assiniboines. És més conegut per aparèixer al quadre de George Catlin que representa el que va succeir després que fos assimilat en la cultura blanca després d'un viatge a Washington, DC, en 1832.

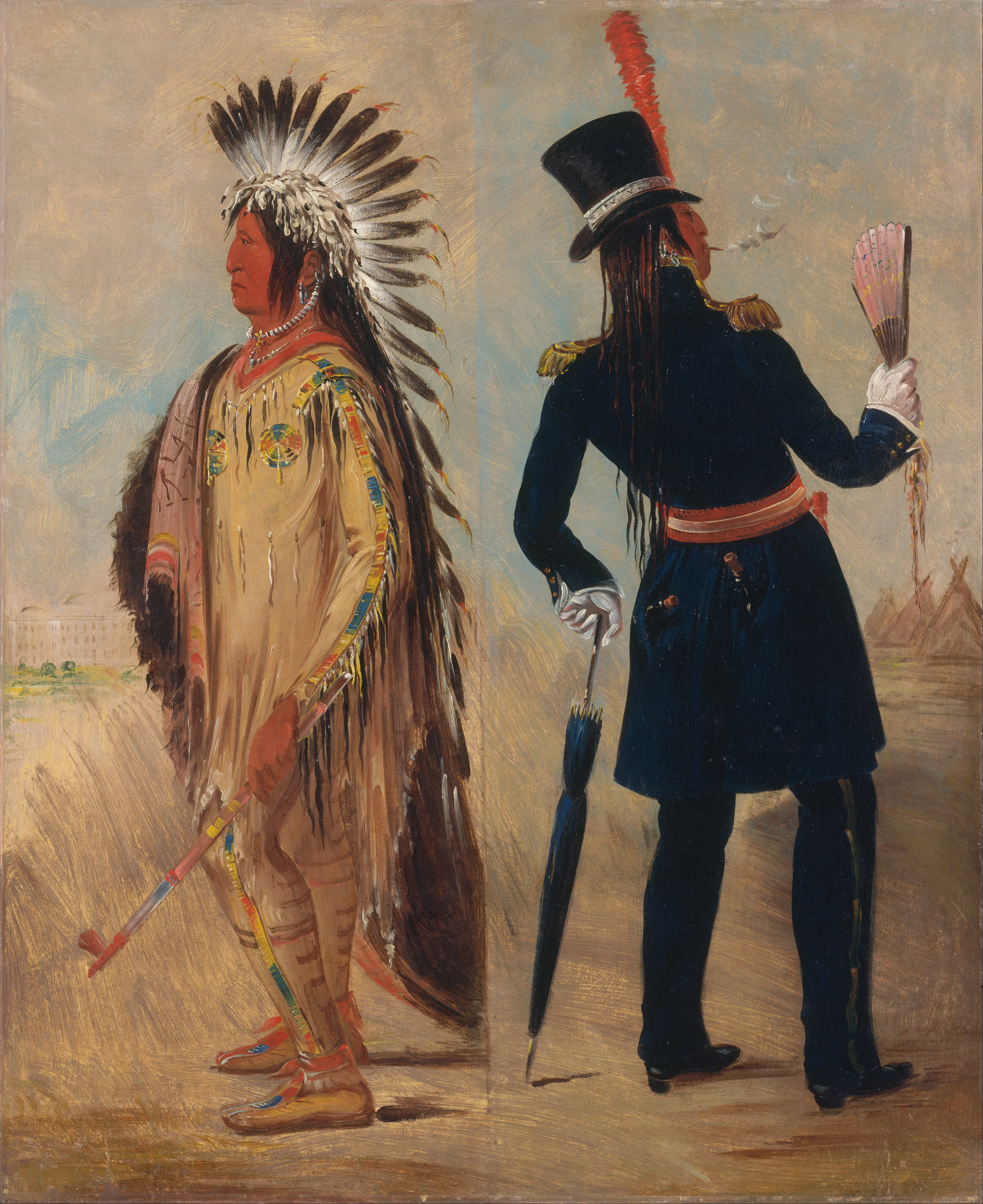
Wi-jún-jon abans i després del seu viatge a Washington, DC per George Catlin

Caitlin va escriure que Wi-jún-jon "va canviar el seu vestit clàssic i bellament guarnit" per un vestit de "roba de color blau fi adornat amb puntes d'or, en les seves espatlles es van posar dues immenses xarreteres; el seu coll era escanyat per un mocador de corbatí de color negre brillant negre i els seus peus estaven immobilitzats en un parell de botes a prova d'aigua, amb taló alt que li feien "caminar com un porc en un jou".
Una impressió basada en la pintura, mostrant Wi-jún-jon portant el vestit assiniboine i el vestit occidental, titulada Wi-jún-jon, Cap d'Ou de Guatlla, anant Washington, retornant a casa seva, esdevingué força popular, apareixent a la revista alemanya Die Gartenlaube en 1853.
Wi-jún-jon fou assassinat més tard per membres de la tribu per ostentació i mentir sobre la cultura blanca.